# Фархади, Асгар
Асга́р Фархади́ (перс. اصغر فرهادی‎ (слу́шайтео файле); род. 7 мая 1972, Хомейнишехр, Исфахан) — иранский кинорежиссёр, сценарист и продюсер, лауреат премий «Золотой медведь» (2011) и «Оскар» (2012, 2017), номинант на премию BAFTA (2012).

## Биография

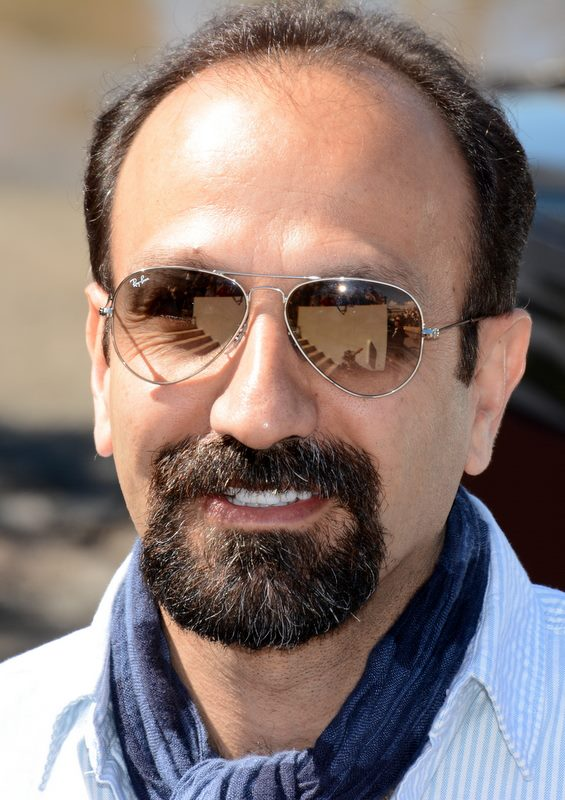
2013 год

Асгар Фархади родился 7 мая 1972 года в небольшом городе Хомейнишехр, что в провинции Исфахан, Иран. В 1996 году окончил Тегеранский и университет Тарбиат Модарес. Перед дебютом в полнометражном кино, Фархади снимал короткометражные фильмы на 8 мм и 16 мм плёнку, которые отправлял в «Иранское общество молодых кинематографистов». Работал на радиокомпанию «Голос Исламской Республики Иран», совместно с Ибрахимом Хатамикией написал сценарий для драмы «На низкой высоте».
В 2003 году Фархади снял свой первый полнометражный фильм — драму «Танцуя в пыли», получившую призы на нескольких престижных фестивалях, в том числе на ММКФ («Святой Георгий» за лучшую мужскую роль — Фарамаз Гарибян). Та же ситуация повторилась и со следующим фильмом Фархади — «Прелестным городом» — который был не слишком успешен, но получил несколько наград.
Гораздо большей славы снискали последние проекты Фархади — драмы «О Элли» и «Развод Надера и Симин». За режиссуру первой Асгар Фархади стал обладателем «Серебряного медведя» за лучшую режиссёрскую работу на Берлинском кинофестивале и удостоился положительных отзывов от кинокритиков. Вторая картина стала наиболее прославленной в карьере Фархади и была удостоена премий «Золотой глобус» и «Оскар» и номинации на BAFTA.
19 декабря 2011 года директор Берлинского кинофестиваля Дитер Косслик объявил, что Асгар Фархади войдёт в состав членов жюри 62-го Берлинского международного кинофестиваля.
В 2013 году поставил первую картину на иностранном языке в карьере — драму «Прошлое», с триумфом встреченную на 66-м Каннском кинофестивале и удостоенную там двух призов: экуменического жюри и за лучшую женскую роль француженке Беренис Бежо.
В 2016 году на Каннском фестивале состоялась премьера фильма «Коммивояжёр», который жюри отметило двумя призами — за лучший сценарий и лучшую мужскую роль (Шахаб Хоссейни). Также фильм получил номинацию на «Золотой глобус» и выиграл «Оскар», что сделало Асгара Фархади единственным ныне живущим режиссёром, имеющим два «Оскара» в номинации «Лучший фильм на иностранном языке».
- «Новые времена»

## Фильмография
| Год  |   | Русское название      | Оригинальное название | Роль                          |
| ---- | - | --------------------- | --------------------- | ----------------------------- |
| 2003 | ф | Танцуя в пыли         | رقص در غبار           | режиссёр, сценарист           |
| 2004 | ф | Прелестный город      | شهر زیب               | режиссёр, сценарист           |
| 2006 | ф | Фейерверки по средам  | چهارشنبه سوری         | режиссёр, сценарист           |
| 2009 | ф | О Элли                | درباره الی            | режиссёр, сценарист, продюсер |
| 2011 | ф | Развод Надера и Симин | جدایی نادر از سیمین   | режиссёр, сценарист, продюсер |
| 2013 | ф | Прошлое               | Le Passe              | режиссёр, сценарист           |
| 2016 | ф | Коммивояжёр           | فروشنده               | режиссёр, сценарист, продюсер |
| 2018 | ф | Лабиринты прошлого    | Todos lo saben        | режиссёр, сценарист           |
| 2021 | ф | Герой                 | قهرمان                | режиссёр, сценарист, продюсер |